# Suối Đắk Nia
Sông Đắk Nia hay suối Đắk Nia, còn viết là Đắk Nir, Đắk Ninh, là dòng suối chảy ở thành phố Gia Nghĩa tỉnh Đắk Nông, Việt Nam.
Suối Đắk Nia là phụ lưu cấp 1 của sông Đồng Nai. Suối Đắk Nia dài 25 km, diện tích lưu vực 69 km², mã sông là "07 28".
Tên xã Đắk Nia được đặt theo tên dòng "Đắk Nir".

## Dòng chảy
Đắk Nia bắt nguồn từ các suối ở vùng núi cao 800 m ở xã Đắk Ha huyện Đăk Glong.12°01′54″B 107°47′51″Đ / 12,031548°B 107,797484°Đ
Suối chảy hướng tây nam, qua xã Đắk Nia thành phố Gia Nghĩa đổ vào sông Đồng Nai.11°55′26″B 107°42′41″Đ / 11,92393°B 107,711414°Đ
Thác Liêng Nung trên suối là một thắng cảnh ở Gia Nghĩa.